# We Paid
We Paid è un brano musicale del rapper statunitense Lil Baby, pubblicato il 1º maggio 2020. Ventiseiesima traccia della ristampa del secondo album in studio del rapper, My Turn, il brano vede la collaborazione di 42 Dugg.

## Video musicale
Il video musicale, diretto da KeeMotion, è stato pubblicato il 6 maggio 2020.

## Classifiche

### Classifiche settimanali
| Classifica (2020) | Posizione massima |
| ----------------- | ----------------- |
| Canada            | 42                |
| Irlanda           | 80                |
| Regno Unito       | 89                |
| Stati Uniti       | 10                |

### Classifiche di fine anno
| Classifica (2020) | Posizione |
| ----------------- | --------- |
| Stati Uniti       | 57        |